# 德夫林格级大巡洋舰
德夫林格级大巡洋舰（Große Kreuzer der Derfflinger-Klasse），或译为德弗林格尔级大巡洋舰、德弗林格级大巡洋舰，是德国建造的一种战列巡洋舰。
德夫林格级是德国海军全新设计的战列巡洋舰，1911年批准建造预算两艘，1912年追加建造一艘。1912年至1913年间开工建造。采用平甲板船型，具有明显的舷弧。动力系统采用油煤混合燃烧型锅炉。德国海军首次在战列巡洋舰上采用305毫米口径主炮，主炮炮塔全部沿舰体中轴线布置，舰体艏艉各布置两座，拥有良好的射界。该级舰较以往德国同类型战舰减少了一座主炮炮塔，增加装甲厚度，扩大防护区域，增加水密隔舱数量，其整体防护性能已接近早期无畏舰的水平。同级舰三艘：德夫林格号、呂措号、興登堡号。
德夫林格号于1914年服役，1915年参加了多格尔沙洲海战，海战中曾重创皇家海军第一战列巡洋舰分舰队旗舰狮号。1916年德夫林格号和新服役的吕措号参加了日德兰海战，德夫林格号在战斗中先后击沉皇家海军的玛丽女王号和无敌号战列巡洋舰，在交战中被英舰大口径穿甲弹命中17次，受重创进水3000多吨。吕措号被英舰大口径穿甲弹命中24次，进水达7500吨，失去自航能力，因受损严重被G38号鱼雷艇击沉。该级三号舰兴登堡号的建造工作延误，换装了更牢固的三脚主桅，桅上设立射击指挥所，航速也稍快。于1917年服役。第一次世界大战结束后兴登堡号和德夫林格号被引渡到英国，1919年在德軍官兵的秘密行動下集體自沉。
- 德夫林格号以17世纪勃兰登堡陆军元帅乔治·冯·德夫林格男爵命名
- 吕措号以普鲁士王国将军阿道夫·路德维希·威廉·冯·吕措男爵命名
- 兴登堡号以德意志帝国陆军元帅保罗·路德维希·汉斯·安顿·冯·兴登堡命名

## 性能数据
- 排水量: 26600吨(设计)/31200吨(最大)［兴登堡号26947吨(设计)/31500吨(最大)］
- 尺寸：长210.4米/宽29米/吃水9.5米（兴登堡号长212.8米/宽29米/吃水9.5米）
- 动力：14台锅炉，主机功率63,000马力(过载功率76,000马力)
- 航速：26节（兴登堡号26.6节）；续航力：5600海里/14节（兴登堡号6200海里）
- 武备：8门双联装305毫米/50倍口径主炮；12门单装150毫米/45倍口径副炮(兴登堡号14门)；8门单装88毫米炮(1916年部分拆除)；4座500毫米鱼雷发射管(水线下安装)。
- 装甲（毫米）：主装甲带(最大)300，甲板65-25，水密舱隔板250，炮塔(正面)270，指挥塔350
- 舰员：平时1123人